# ماسيمو جيوردانو
ماسيمو جيوردانو (بالإيطالية: Massimo Giordano)‏ هو مغني ومغني أوبرا إيطالي، ولد في 19 فبراير 1971 في مدينة بومبي في إيطاليا.

## وصلات خارجية
- ماسيمو جيوردانو على موقع IMDb (الإنجليزية)
- ماسيمو جيوردانو على موقع ميوزك برينز (الإنجليزية)
- ماسيمو جيوردانو على موقع ديسكوغز (الإنجليزية)
- ماسيمو جيوردانو على موقع قاعدة بيانات الفيلم (الإنجليزية)